# 格雷廷格 (愛荷華州)
格雷廷格（英語：Graettinger）是一個位於美國愛荷華州帕洛阿爾托縣的城市。

## 地理
格雷廷格的座標為43°14′17″N 94°45′04″W / 43.23806°N 94.75111°W，而該地的平均海拔高度為382米（即1253英尺）。

## 人口
根據2010年美國人口普查的數據，格雷廷格的面積為1.99平方千米，當中陸地面積為1.99平方千米，而水域面積為0.00平方千米。當地共有人口844人，而人口密度為每平方千米424人。